# Gare de Tanus
Pour les articles homonymes, voir Tanus (homonymie).
La gare de Tanus est une gare ferroviaire française de la ligne de Castelnaudary à Rodez, située sur le territoire de la commune de Tanus, dans le département du Tarn, en région Occitanie.
C'est une halte voyageurs de la Société nationale des chemins de fer français (SNCF) du réseau TER Occitanie, desservie par des trains express régionaux circulant entre Toulouse-Matabiau et Rodez.

## Situation ferroviaire
Établie à 441 mètres d'altitude, la gare de Tanus est située au point kilométrique (PK) 447,271 de la ligne de Castelnaudary à Rodez, entre les gares ouvertes de Carmaux et de Naucelle.

## Histoire
Bien que le site de la SNCF indique toujours un arrêt routier, Tanus figure comme arrêt de train dans la fiche horaire de reprise du trafic, le 26 octobre 2014, après les travaux de remise en état de la ligne.
En 2019, la fréquentation de la gare était de 2 590 voyageurs, contre 1 418 voyageurs en 2015 et 3 141 voyageurs en 2023.

## Service des voyageurs

### Accueil
Halte SNCF, c'est un point d'arrêt non géré (PANG) à accès libre.

### Desserte
Tanus est une halte voyageurs du réseau TER Occitanie, desservie par des trains express régionaux qui relient Toulouse-Matabiau à Rodez (ligne 2). Chaque jour, la gare est desservie par 4 trains en direction de Toulouse-Matabiau et par 3 trains en provenance de cette même gare. Le temps de trajet est d'environ 1 heure 30 minutes depuis Toulouse-Matabiau et d'environ 45 minutes depuis Rodez.

### Intermodalité
Le stationnement des véhicules est possible à proximité de l'ancien bâtiment voyageurs. 